# Queda de Kismayo
A queda de Kismayo ocorreu em 1º de janeiro de 2007, quando as tropas do Governo Transicional Federal da Somália e as forças etíopes entraram sem oposição na cidade somali de Kismayo. Ocorreu depois que as forças da União das Cortes Islâmicas vacilaram e fugiram durante a Batalha de Jilib, abandonando seu último reduto.

## Antecedentes
A cidade de Kismayo tinha sido a capital do estado autônomo de Jubaland sob a administração da Aliança do Vale do Juba (AVJ) desde o final da década de 1990. A Aliança do Vale de Juba perdeu Kismayo em setembro de 2006 para um arranjo de forças da União das Cortes Islâmicas com 130 technicals. 

## Curso dos acontecimentos
Em dezembro de 2006, após a queda de Mogadíscio, grande parte das forças da União das Cortes Islâmicas iniciaram um recuo em direção a Kismayo. Mas quando a Batalha de Jilib começou em 31 de dezembro de 2006, os anciões do clã em Kismayo exigiram que a União das Cortes Islâmicas deixasse a cidade. Mohammed Arab, um líder do clã afirmou: "Dissemos a eles que iriam sucumbir e que nossa cidade seria destruída."  Depois que a União das Cortes Islâmicas se recusou, confrontos armados esporádicos eclodiram entre os clãs locais e a União das Cortes Islâmicas.
Na Batalha de Jilib as linhas de frente da União das Cortes Islâmicas desmoronaram durante a noite pelo fogo de artilharia, fazendo com que os radicais da União das Cortes Islâmicas, conhecidos como al-Shabaab (literalmente "Os Jovens" ou "Homens Jovens"), iniciassem outra retirada, desta vez para a fronteira com o Quênia. O Governo Transicional Federal e as forças etíopes entraram na cidade em 1 de janeiro de 2007. 
Com a fronteira queniana bloqueada, os remanescentes da União das Cortes Islâmicas foram descritos como retidos no distrito de Badhadhe, seja nas colinas da região de Buur Gaabo, ou na aldeia de Ras Kamboni ao longo da costa, perto da fronteira.

## Resultado
Em agosto de 2008, a al-Shabab retomou a cidade durante a Batalha de Kismayo (2008).
Em setembro de 2012, o Exército Nacional Somali, auxiliado por tropas da AMISOM e pela milícia Movimento Raskamboni, recapturou Kismayo dos insurgentes na Batalha de Kismayo (2012). 